# Mats Zachrison
Mats Zachrison, född 24 maj 1841 i Vänersborg, död där 7 februari 1913, var en svensk ämbetsman och politiker.
Zachrison blev 1861 student vid Uppsala universitet, där han avlade kameralexamen 1864 och examen till rättegångsverken 1866. Han blev vice häradshövding 1867. Zachrison var tillförordnad landssekreterare i Älvsborgs län 1875–1877 och ordinarie landssekreterare där 1877–1908. Han var vice ordförande i direktionen för länslasarettet i Vänersborg 1878–1895 och i direktionen för Vänersborgs hospital 1904–1909. I riksdagen var Zachrison ledamot av andra kammaren 1887–1890, invald i Vänersborgs och Åmåls valkrets. Han blev riddare av Nordstjärneorden 1882 och kommendör av andra klassen av samma orden 1897.